# NEUROMANCER (曲)
「NEUROMANCER」(ニューロマンサー)は、1989年7月5日にDe-LAXが発表した楽曲、及び同曲を収録したシングル。通算2枚目のシングルである。発売元はフォーライフ・レコード。

## 概要
- 1989年、第1弾シングル。前作「POP IS MY LIFE」から、約4か月ぶりのリリースとなった。
- 2017年現在、De-LAXのシングルの中では、次作「CANDY」、4thシングル「GLOBAL STREET」に次いで、3番目に売り上げが高い作品である。

## 収録曲
- 全曲 作詞:宙也

| #         | タイトル        | 作詞      | 作曲      | 編曲             | 時間 |
| --------- | --------------- | --------- | --------- | ---------------- | ---- |
| 1.        | 「NEUROMANCER」 |           | 鈴木正美  | 鈴木正美・De-LAX | 3:20 |
| 2.        | 「WEEKEND」     |           | 宙也      | De-LAX           | 4:07 |
| 合計時間: | 合計時間:       | 合計時間: | 合計時間: | 7:27             |      |

## 曲解説
- 全曲 作詞:宙也

1. NEUROMANCER (3:20)
  - 作曲:鈴木正美、編曲:鈴木正美・De-LAX

PVが存在するが、ベストアルバム『"20th Anniversary Premium Collection"』のDVDに収録されていない。
8thシングル「darkOrange」のカップリング曲である「Popmuzik -80s dream-」の歌詞に、本楽曲が登場する。
ライブアルバム『BOOTLEG!!』と『HELLO AGAIN』には、この曲のライブバージョンが収録された。なお、シングルバージョンは、2ndアルバム『NEUROMANCER』と、ベストアルバム『Best of De+LAX』と、『THE STORY OF De+LAX 1988-1992 5Years×5Lives』、『"20th Anniversary Premium Collection"』に収録された。
また、ライブビデオ『De-LAX NEUROMANCER '89 SPIRITS A GO-GO TOUR』、『TOUR '90 "KINGDOM"』、『"RESURRECTION & EXISTENCE"』にて、本楽曲が映像化された。ビデオ『THE STORY OF De+LAX 1988-1992 5Years×5Lives』には、『De-LAX NEUROMANCER '89 SPIRITS A GO-GO TOUR』に収録されていたもののショートバージョンと、アルバムツアー『De-LAX TOUR '92 "OUR FAVOURITE ROADS"』の12月25日の渋谷公会堂で行われたライブの映像の2種類が収録されている。また、7thアルバム『ART+BEAT』のDVDにも、本楽曲のライブ映像が収録されている。
なお、De-LAXのシングル曲の中で、De-LAXの全てのベストアルバムに収録されている数少ないシングル曲である[1]。
2. WEEKEND (4:07)
  - 作曲:宙也、編曲:De-LAX

De-LAXのシングル収録曲の中では数少ない、宙也が作曲も手掛けた楽曲[2]。
スローテンポなラブソングとなっている。ライブで演奏する際、アコースティックバージョンとしてアレンジされることもあり、ライブアルバム『BOOTLEG!!』には、先述のアコースティックバージョンが収録された。なお、シングルバージョンは、ベストアルバム『"20th Anniversary Premium Collection"』に収録されている。
また、ライブビデオ『De-LAX NEUROMANCER '89 SPIRITS A GO-GO TOUR』にて、本楽曲が映像化された。

## 収録アルバム
オリジナルアルバム
- NEUROMANCER (#1)

ベストアルバム
- THE STORY OF De+LAX 1988-1992 5Years×5Lives (#1)
- Best of De+LAX (#1)
- "20th Anniversary Premium Collection" (#1、#2)

ライブアルバム
- BOOTLEG!! (#1、#2,ライブバージョン)
- HELLO AGAIN (#1,ライブバージョン)

## 収録映像作品
ライブ映像収録
- De-LAX NEUROMANCER '89 SPIRITS A GO-GO TOUR (#1、#2)
- TOUR '90 "KINGDOM" (#1)
- THE STORY OF De+LAX 1988-1992 5Years×5Lives(#1,既存ライブ映像のショートバージョン、未公開ライブ映像のフルバージョン)
- "RESURRECTION & EXISTENCE"(#1)
- ART+BEAT (#1)